# 香川県道路公社
香川県道路公社（かがわけんどうろこうしゃ）は、香川県にあった地方道路公社。
管理する道路が無料化されたのに伴い2011年3月27日をもって解散し、同年9月30日には清算結了となった。

## 概要
- 設立　1972年（昭和47年）4月1日[3]
- 所在地　高松市松島町一丁目17番28号[3]

### かつて管理していた道路
- 曼陀トンネル（香川県道8号観音寺佐野線　1975年3月31日無料開放）
- 五色台スカイライン（香川県道281号五色台線　1999年4月1日無料開放）
- 高松坂出有料道路（香川県道161号高松坂出線　2011年3月27日無料開放）